# Švýcarsko na Zimních olympijských hrách 1968
Švýcarsko se účastnilo Zimní olympiády 1968. Zastupovalo ho 34 sportovců (29 mužů a 5 žen) v 7 sportech.

## Medailisté
| Medaile | Jméno                                              | Sport              | Soutěž           |
| ------- | -------------------------------------------------- | ------------------ | ---------------- |
| Stříbro | Willy Favre                                        | Alpské lyžování    | Muži obří slalom |
| Stříbro | Alois Kälin                                        | Severská kombinace | Muži jednotlivci |
| Bronz   | Jean-Daniel Dätwyler                               | Alpské lyžování    | Muži sjezd       |
| Bronz   | Fernande Bochatay                                  | Alpské lyžování    | Ženy obří slalom |
| Bronz   | Jean Wicki Hans Candrian Willi Hofmann Walter Graf | Boby               | Čtyřbob          |
| Bronz   | Josef Haas                                         | Běh na lyžích      | Muži 50 km       |